# Joscha Sauer
Joscha Sauer (8 maggio 1978) è un fumettista tedesco.
È autore di numerose vignette, raccolte sotto il titolo collettivo di NICHTLUSTIG, tradotto in italiano come Non c'è niente da ridere, originariamente pubblicate sul web e poi stampante in volumi. Le sue opere sono pubblicate in Italia dalla casa editrice Planeta De Agostini.

## Biografia
Cresciuto a Francoforte, ma attualmente residente a Berlino, Sauer iniziò a pubblicare nel 2000 le sue vignette umoristiche sul proprio sito, nichtlustig.de. L'autore scelse questo nome, che letteralmente significa niente di divertente, perché non era certo che il suo stile comico, non esattamente immediato, sarebbe stato capito ed apprezzato dal pubblico. Contrariamente a queste sue previsioni, comunque, il sito, che esponeva ogni giorno e gratuitamente una nuova vignetta, iniziò a registrare in un tempo relativamente breve, un buon numero di visitatori giornalieri, ed il nome del fumettista e delle sue vignette iniziò a diffondersi tra i visitatori della rete di lingua tedesca. La sua fama arrivò infine al punto tale da convincere una casa editrice tedesca, la Carlsen, ad offrire al giovane autore un contratto nel 2003. Attualmente, Sauer continua a pubblicare per questa casa editrice un volume all'anno di vignette, che sono stati tradotti anche in altri paesi Europei, come la Spagna e l'Italia. Del fumetto è inoltre in cantiere, stando ad altre dichiarazioni dell'autore, una serie TV a cartoni animati, alla realizzazione della quale Sauer ha dichiarato di volersi dedicare dopo la pubblicazione del 4° volume.